# Vadim Schechtman
Vadim V. Schechtman (em russo:  Вадим Шехтман; 8 de junho de 1954) é um matemático russo.
Schechtman obteve um doutorado em 1979 na Universidade Estatal de Moscou, orientado por Evgeny Golod. Schechtman foi professor da Universidade Estatal de Moscou na década de 1980 e da Universidade de Stony Brook na década de 1990. É atualmente professor da Universidade Paul Sabatier (Toulouse III).
Colaborou com Alexander Varchenko e Alexander Beilinson, dentre outros.
Foi palestrante convidado do Congresso Internacional de Matemáticos em Pequim (2002: Sur les algèbres vertex attachées aux variétés algébriques).

## Publicações selecionadas
- Beilinson, A.; MacPherson, R.; Schechtman, V. (1987). «Notes on Motivic Cohomology». Duke Math. J. 54 (2): 679–710. doi:10.1215/S0012-7094-87-05430-5
- Beilinson, A. A.; Schechtman, V. V. (1988). «Determinant bundles and Virasoro algebras». Comm. Math. Phys. 118 (4): 651–701. Bibcode:1988CMaPh.118..651B. doi:10.1007/BF01221114
- Beilinson, A. A.; Varchenko, A. N.; Goncharov, A. B.; Schechtman, V. V. (1990). «Projective Geometry and K-theory». Algebra i Analiz. 2 (3): 78–134
- Beilinson, A. A.; Goncharov, A. B.; Schechtman, V. V.; Varchenko, A. N. (1990). «Aomoto dilogarithms, mixed Hodge structures and motivic cohomology of pairs of triangles on the plane». Grothendieck Festschrift. Col: Progress in Mathematics. [S.l.]: Birkhäuser. pp. 131–172. ISBN 978-0-8176-4566-3. doi:10.1007/978-0-8176-4574-8_6
- Schechtman, V. V.; Varchenko, A. N. (1990). «Hypergeometric solutions of Knizhnik-Zamolodchikov equations». Lett. Math. Phys. 20 (4): 279–283. Bibcode:1990LMaPh..20..279S. doi:10.1007/BF00626523
- Schechtman, Vadim V.; Varchenko, Alexander N. (1991). «Arrangement of hyperplanes and Lie algebra homology». Inv. Math. 106: 139–194. Bibcode:1991InMat.106..139S. doi:10.1007/BF01243909
- Schechtman, Vadim V.; Varchenko, Alexander N. (1991). «Quantum groups and homology of local systems». in:, Algebraic geometry and analytic geometry (ICM 90 Satellite Conference Tokyo). [S.l.]: Springer Verlag. pp. 182–197. ISBN 978-4-431-70086-9. doi:10.1007/978-4-431-68172-4_10
- Feigin, Boris; Schechtman, Vadim; Varchenko, Alexander (1994). «On algebraic equations satisfied by hypergeometric correlators in WZW models, Part 1». Comm. Math. Phys. 163: 173–184. Bibcode:1994CMaPh.163..173F. doi:10.1007/BF02101739
- Factorizable sheaves and quantum groups. Col: Lecture Notes in Mathematics 1691. [S.l.]: Springer Verlag. 1998 Bezrukavnikov, Roman; Finkelberg, Michael; Schechtman, Vadim (2006). pbk reprint. [S.l.: s.n.] ISBN 9783540692317
- Schechtman, Vadim (2011). «Pentagramma Mirificum and elliptic functions». arXiv:1106.3633 [math.AG]